# 佐々木康人
佐々木 康人（ささき やすひと、1959年 - ）は、日本の華道家。北海道出身。北海道札幌北高等学校卒業。

## 来歴
1985年に池坊に入門。1994年にいけばな教授者、2007年には池坊総務所研究員となる。2008年の北海道洞爺湖サミットの際には、会場のザ・ウィンザーホテル洞爺リゾート&スパに佐々木の作品が展示された。
日本国外でも積極的にいけばなの普及・指導活動を行っており、2010年9月から11月には文化庁の文化交流使として東南アジアに派遣された。2012年10月にはオランダ・スイス・イギリス・スペインに派遣され各地で講習会並びにデモンストレーションを実施。2003年以来派遣された国は、他にアメリカ・カナダ・ミャンマー・ベトナム・タイ・マレーシア・シンガポール・アラブ首長国連邦・台湾・中国等。
2012年池坊中央研修学院講師に就任。池坊華道会教学委員となる。2013年10月にTokyo Kimono Week2013の市川海老蔵企画・出演「和の世界」において佐々木がデモンストレーションを披露した。
2015年6月、ミラノ万博日本館でのイヴェントへ、日本の花産業の普及並びに生産切花の紹介と、いけばなの紹介のため佐々木が農水省よりなにわ花市場のスタッフとともに派遣され、日本館の屋上ステージでデモンストレーションを行った。